# 東町 (三郷市)
東町（あずまちょう）は、埼玉県三郷市の地名。郵便番号は341-0036。

## 地理
旧八木郷村及び旧東和村に属していた。地域内の南北中心部をあずま通り、西側の鷹野との境を県道21号線と県道54号線が通っている。東側には江戸川の右岸堤防が近くにある。北側は鷹野、東側は江戸川を挟んで千葉県松戸市古ヶ崎と松戸市樋野口、南側と西側は高州と接している。
地内は住宅街と畑が広がる。江戸川の河川区域内には住居などは無く、運動場などのレクリエーション施設として利用されている。

## 歴史
- 1965年（昭和40年） - 地番変更の実施に伴ない、大字小向、下新田、久兵衛、高須（現、高州）、樋野口、徳島の各一部から大字東町が成立する[5]。
- 1972年（昭和47年）5月3日 - 三郷町が市制施行し、三郷市の大字となる。

## 世帯数と人口
2020年（令和2年）9月1日現在の世帯数と人口は以下の通りである。
| 大字 | 世帯      | 人口    |
| ---- | --------- | ------- |
| 東町 | 1,304世帯 | 2,908人 |

## 小・中学校の学区
市立小・中学校に通う場合、学区は以下の通りとなる。
| 大字 | 番地                    | 小学校               | 中学校           |
| ---- | ----------------------- | -------------------- | ---------------- |
| 東町 | 1番地から124番地まで    | 三郷市立八木郷小学校 | 三郷市立南中学校 |
| 東町 | 125番地1から377番地まで | 三郷市立高州東小学校 | 三郷市立南中学校 |

## 交通
地区内に鉄道は敷設されていない。

### バス
- 東武バス[7]
  - 金52、54（金町線）：みさと団地（金52）、新三郷駅（金54） - 下新田 - 久兵衛 - 高須大入 - 金町駅
  - 金50（東金町循環線）：金町駅 - 高須大入 - 金町駅

### 道路

#### 主要地方道
- 埼玉県道21号三郷松伏線
- 千葉県道・東京都道・埼玉県道54号松戸草加線
- あずま通り

#### 自転車歩行者専用道路
- 埼玉県道156号三郷幸手自転車道線[4] - 江戸川右岸堤防の天端を通る[注釈 1]。

## 施設
- 樋野口稲荷神社 - 1914年（大正3年）の江戸川の河川改修に伴い、現在地に遷座された[5]。境内に遷座記念碑が建つ。
- 身代地蔵菩薩
- 倉田・増田ちびっ子広場（公園）
- 江戸川ライン野球場[注釈 1]